# Anni 910 a.C.
Gli anni 910 a.C. sono il decennio che comprende gli anni dal 919 a.C. al 910 a.C. inclusi.

## Eventi, invenzioni e scoperte
- 915 a.C. (secondo William F. Albright) - Muore Roboamo, re dell'antico Regno di Giuda e successore di Salomone. Gli succede il figlio Abia.
- 911 a.C.:
  - Muore Ashur-Dan II, re degli Assiri, e gli succede il figlio Adad-ninari II.
  - Muore il re di Giudea Abia. Gli succede il figlio Asa.
- 910 a.C. - Muore Zhou Yi Wang, sovrano della dinastia Zhou in Cina.

## Morti
- 915 a.C.
  - Roboamo, re dei Giudei (secondo William F. Albright)
- 911 a.C.
  - Ashur-Dan II, re degli Assiri
  - Abia, re dei Giudei
- 910 a.C.
  - Zhou Yi Wang, sovrano della dinastia Zhou